# دافني ووكر
دافني ووكر (بالإنجليزية: Daphne Walker) هي موسيقية نيوزيلندية، ولدت في 1930.

## وصلات خارجية
- دافني ووكر على موقع ميوزك برينز (الإنجليزية)
- دافني ووكر على موقع ديسكوغز (الإنجليزية)